# Aurélia Cota
Aurélia Cota (Roma, 120 a.C. — 54 a.C.) foi a mãe de Júlio César.
O nome, em latim, Aurelia Cotta, pode se referir a qualquer mulher da família Aurélia Cota, e os historiadores divergem sobre quem seria a mãe do ditador. Segundo Drumann, ela seria filha de Marco Aurélio Cota e Rutília, e meia-irmã dos cônsules da família Cota, Caio, cônsul de 75 a.C., Marco, cônsul de 74 a.C., e Lúcio, cônsul de 65 a.C.
Ela se casou com Caio Júlio César e teve, além de Júlio César, duas filhas, Júlia, a Velha e Júlia, a Jovem. Aurélia morreu em 54 a.C., quando seu filho estava na Gália.